# ليبيا في الألعاب البارالمبية الصيفية 2020
ليبيا في الألعاب ابارالمبية الصيفية 2020- شاركت ليبيا في دورة الألعاب البارالمبية الصيفية 2020م ، والتي أقيمت في طوكيو باليابان،في الفنرة من 24 أغسطس إلى 5 سبتمبر 2021م. وخرجت من الرتيب العام في جدول الميداليات حيث أنها لم تحصل على أية ميداليات. وقد شاركت ليبيا في هذه الدورة بلاعب واحد فقط في رياضة التايكوندو . وشاركت ليبيا للمرة الأولى في الألعاب البارالمبية الصيفية في دورة أتلانتا 1996م ، كما أنها شاركت في كل الدورات الصيفية السابقة من 1996 إلى 2016م ، وكان رصيدها من الميداليات خلال الأشراك في هذه الدورات الصيفية ميدالية برونزية واحدة حصلت عليها ليبيا في عام 2000م في الدورة التي أقيمت في سيدني بأستراليا، في رياضة رفع الأثقال للرجال. وفي الدورة البارالمبية السابقة 2016م والتي أقيمت في ريو دي جانيرو بالبرازيل شاركت ليبيا بثلاثة لاعبين فقط ولم يحصل أي منهم على أية ميداليات، ويذكر أيضًا أن ليبيا لم تشارك في الدورات البارالمبية الشتوية أطلاقًا  

## التايكوندو
وتأهلت ليبيا للمشاركة في الألعاب البارالمبية الصيفية 2020م بطوكيو، من خلال لاعب واحد فقط. وذلك من خلال تأهل اللاعب "محمد السنوسي" بعد فوزه بالميدالية الذهبية في تصفيات أفريقيا 2020م، والتي أقيمت في الرباط بالمغرب . 
| رياضي                | حدث          | الجولة الاولى  | ربع النهائي    | الدور نصف النهائي | أخير | أخير |
| رياضي                | حدث          | المواجهة نتيجة | المواجهة نتيجة | المواجهة نتيجة    | رتبة |      |
| -------------------- | ------------ | -------------- | -------------- | ----------------- | ---- | ---- |
| محمد السنوسي عبيدزار | رجال +75 كجم |                |                |                   |      |      |